# Équilibre réflexif
En philosophie, on nomme équilibre réflexif ou équilibre réfléchi une procédure d'argumentation ou de justification des croyances développée notamment par Nelson Goodman et John Rawls, à la suite de Quine. Le terme peut tour à tour désigner la méthode elle-même, qui consiste essentiellement en une procédure d'ajustement mutuel entre nos croyances générales et nos jugements particuliers, ou l'aboutissement idéal de cette méthode.
La méthode de l'équilibre réflexif tend de nos jours à se substituer à celle de l'analyse conceptuelle parmi les philosophes analytiques.